# دیمیتری کلس
دیمیتری کلس (انگلیسی: Dimitri Claeys؛ زادهٔ ۱۸ ژوئن ۱۹۸۷) یک دوچرخه‌سوار اهل بلژیک است.
از افتخارات وی میتوان به کسب مدال نقره تور دوچرخه‌سواری اروپا در سال ۲۰۱۵ اشاره کرد.